# Jim McWithey
Jim McWithey,  ameriški dirkač Formule 1, * 4. julij 1927, Grammer, Indiana, ZDA, † 1. februar 2009.
Jim McWithey je upokojeni ameriški dirkač, ki je med letoma 1959 in 1960 sodeloval na ameriški dirki Indianapolis 500, ki je med letoma 1950 in 1960 štela tudi za prvenstvo Formule 1. Najboljši rezultat je dosegel leta 1959, ko je zasedel šestnajsto mesto.